# Stazione di Nîmes
La stazione di Nîmes (in francese Gare de Nîmes) è la principale stazione ferroviaria di Nîmes, Francia.